# Francis de Bourguignon
Francis de Bourguignon (født 29. maj 1890, død 11. april 1961 i Brussel, Belgien) var en belgisk komponist, pianist og professor.
De Bourguignon studerede på det Kongelige Musikkonservatorium i Brussel. Han studerede også klaver hos Arthur De Greef og blev senere medlem af gruppen Les Synthéthistes, en sammenslutning af komponister i Belgien ledet af Paul Gilson. De Bourguignon blev senere professor i harmonisering og kontrapunkt på konservatoriet i Brussel.
De Bourguignon har skrevet en symfoni, orkesterværker, koncerter, kammermusik og vokalværker. Han kompositoriske stil var impressionistisk, men blev senere klassisk.

## Værker i udvalg
- Symfoni (1934) - for orkester
- Sinfonietta (1939) - for kammerorkester
- "Hilsen" (1943) - for stort orkester
- Violinkoncert (1947) - for violin og orkester
- 3 Klaverkoncerter (1927, 1949, 1952) - for klaver og orkester
- "Concerto grosso" (1944) – for orkester